# Gold (The Velvet Underground)
Gold è una raccolta del gruppo rock statunitense The Velvet Underground. Venne pubblicata nel Nord America il 14 giugno 2005 dalla Polydor Records, l'etichetta discografica che detiene i diritti delle canzoni del gruppo (eccetto quelle dell'album Loaded).
Il disco è un "greatest hits", con brani presi dai primi tre album della band, da due compilation di inediti uscite negli anni ottanta e da un album live della Polydor Records, (Verve, MGM e Mercury).
Gold include anche due brani della carriera solista di Nico, canzoni scritte ed eseguite dai membri dei Velvet Underground Lou Reed, John Cale e Sterling Morrison, prese dal suo disco di debutto del 1967 Chelsea Girl (Polydor Records). Due brani dalla compilation VU, Temptation Inside Your Heart e Stephanie Says sono qui presentati nei missaggi originali inediti del 1968. (La seconda canzone anche con diversa strumentazione e liriche differenti.)
Il 29 maggio 2006, l'album è stato ristampato in Europa reintitolato The Velvet Underground Story con una diversa copertina ma le stesse canzoni.

## Tracce
Tutti i brani eseguiti dai Velvet Underground tranne † eseguiti da Velvet Underground & Nico e ‡ solo da Nico. Tutti i brani sono opera di Lou Reed eccetto dove indicato.
Disco 1
1. I'm Waiting for the Man
2. Femme Fatale†
3. Venus in Furs
4. Run Run Run
5. All Tomorrow's Parties†
6. Heroin
7. There She Goes Again
8. I'll Be Your Mirror†
9. Sunday Morning (Reed, Cale)†
10. Chelsea Girls (Reed, Morrison)‡
11. It Was a Pleasure Then (Reed, Cale, Päffgen)‡
12. White Light/White Heat
13. I Heard Her Call My Name
14. Sister Ray (Reed, Cale, Morrison, Tucker)

(1–9) da The Velvet Underground & Nico; (10–11) da Chelsea Girl; (12–14) da White Light/White Heat.
Disco due
1. Temptation Inside Your Heart (alternate, original mix)
2. Stephanie Says (alternate, original mix)
3. Hey Mr. Rain (version one) (Reed, Cale, Morrison, Tucker)
4. Candy Says
5. What Goes On
6. Some Kinda Love
7. Pale Blue Eyes
8. Beginning to See the Light
9. Foggy Notion (Reed, Morrison, Yule, Tucker, Weiss)
10. I Can't Stand It
11. One of These Days
12. Lisa Says
13. New Age (live)
14. Rock and Roll (live)
15. Ocean (live)
16. Sweet Jane (live)

(1–2) da VU; (3) da Another View; (4–8) da The Velvet Underground; (9–12) da VU; (13–16) da 1969: Velvet Underground Live with Lou Reed.

## Musicisti
The Velvet Underground
- Lou Reed – voce, chitarra; pianoforte in Sunday Morning  e White Light/White Heat
- Sterling Morrison – chitarra, basso, cori
- Maureen Tucker – percussioni
- John Cale – viola elettrica, organo, tastiere, celesta (disco 1; disco 2: 1–3)
- Doug Yule – basso, tastiere, cori; chitarra solista in One of These Days (disco 2: 4–16)

Musicisti aggiuntivi
- Nico – voce in Femme Fatale, All Tomorrow's Parties, I'll Be Your Mirror, Chelsea Girls e It Was a Pleasure Then, cori in Sunday Morning

Staff tecnico
- Andy Warhol – produttore (disco 1: 1–8)
- Tom Wilson – produttore (disco 1: 9–14)
- The Velvet Underground – produttori (disco 2)
- Gary Kellgren - ingegnere del suono